# Klooster van Fredelsloh

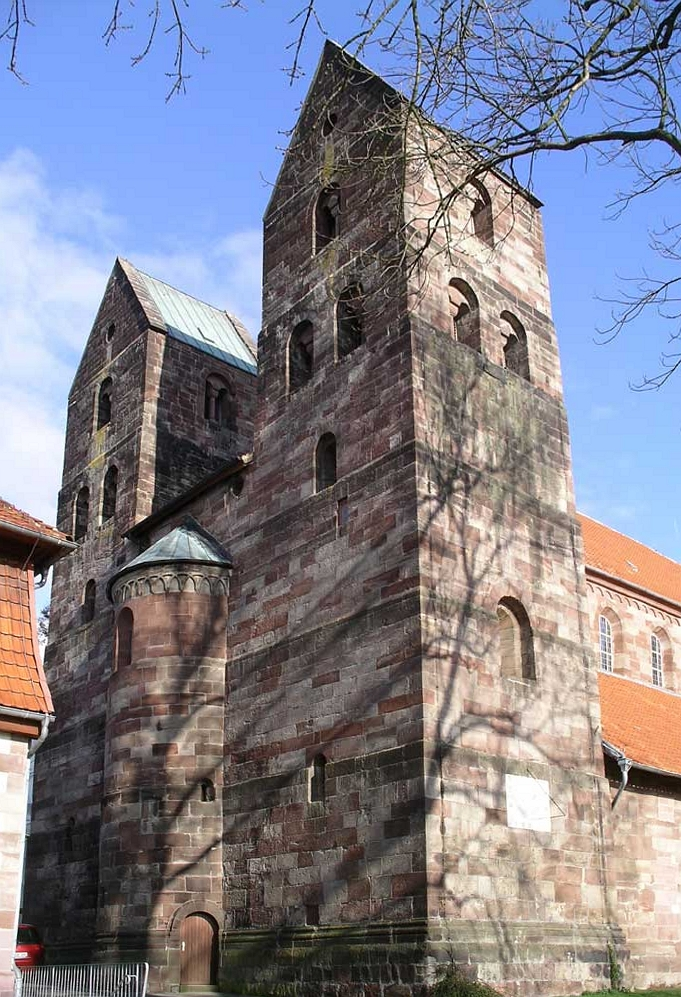
kloosterkerk Fredelsloh met dubbele torens

Het Klooster van Fredelsloh was een augustijner dubbelklooster dat in de middeleeuwen ten westen van Moringen heeft gestaan. Het dorp Fredelsloh is een stadsdeel van Moringen.

## Het gebruik
Het klooster werd in het jaar 1132 gesticht waarschijnlijk door aartsbisschop Adalbert van Mainz. Het was gewijd aan de heilige Blasius en later ook aan Maria. 
De graaf van Dassel was landvoogd tot 1277. De kanunniken verlieten het klooster in de 13e eeuw, de zusters na de Dertigjarige Oorlog. 
Het werd in de 17e eeuw geheel verlaten. 
De kloosterkerk was een opslagplaats voor graan in de 18e en 19e eeuw. Vanaf de laatste restauratie in de 20e eeuw was de kerk in gebruik genomen door de lutherse gemeente.

## Gebouw
De kerk is een romaanse basiliek gebouwd uit zandsteen parementblokken. Het noordelijk portaal is tegenwoordig de ingang. In het priesterkoor van de kerk zijn reliëfs van de twaalf apostelen.